# Ginger (série télévisée d'animation)
Pour les articles homonymes, voir Ginger.
Ginger (As Told by Ginger) est une série télévisée d'animation américaine en soixante épisodes de 24 minutes, créée par Emily Kapnek et diffusée entre le 25 octobre 2000 et le 14 novembre 2006 sur Nickelodeon. Des épisodes laissés inédits ont été diffusés les 22 et 23 octobre 2016 sur NickSplat (en).
En France, seulement 39 épisodes ont été doublés et diffusés à partir du 5 septembre 2001 sur France 3 dans l'émission MNK, rediffusée le 7 septembre 2002 sur Canal J dans l'émission Lollytop, et enfin sur Nickelodeon Junior.

## Synopsis
La série animée raconte la vie d'une lycéenne Ginger Foutley, ses problèmes, tels que le premier amour, l'affirmation de soi, le désir d'exprimer correctement son point de vue et de prouver ses compétences en communication avec les gens, etc. Avec ses amis, Darren Patterson, Dodie Bishop et Macie Lightfoot, ils traversent et surmonter tous les obstacles et les difficultés. Ginger, la fille la plus populaire de l'école, Courtney Gripling, la favorise et essaie constamment de l'attirer à ses idées et à ses activités. Elle est intriguée par ses «gingerismes», comme Courtney elle-même les appelle. Pendant ce temps, Miranda Killgallen, la main droite et la meilleure amie de Courtney, doit constamment veiller à ne pas être abandonnée de sa position par le «arriviste» de Foutley. À la maison, Ginger écrit tout ce qui s'est passé la journée dans son journal. Son jeune frère Carl, qui passe beaucoup de temps dans un chenil et s'efforce d'être comme un adulte autant que possible, est constamment à venir avec des plans avec son ami, Robert Joseph Bishop (Hoodsey). Ce gars est plein de courage et d'aventure, ses yeux brûlent quand il se trouve dans une situation intéressante. La mère de Ginger, lois, est toujours prête à écouter sa fille et à lui donner des conseils utiles en temps opportun.
La série se déroule dans la ville fictive de Sheltered Shrubs, située dans le Connecticut. C'est assez rare, surtout pour les émissions pour enfants, pour que le lieu d'action soit si clairement localisé. Sheltered Shrubs a un vrai prototype, Larchmont. Voici le reste de la ville: Protected Pines, la communauté fermée où vit Courtney; Brittle Branchs, où vit le vrai père de Ginger; Heathered Hills, où se trouve le camp d'été où Ginger a rencontré Sasha.
L'action de la série se termine par le fait que Lois, la mère de Ginger, se marie, Carl trouve son chien Monster, et la série elle-même est l'histoire d'un adulte Ginger de son journal.

## Distribution

### Voix originales
- Melissa Disney
- Kenny Blank
- Jeannie Elias
- Jackie Harris
- Laraine Newman
- Kathleen Freeman
- Aspen Miller
- Tress MacNeille
- Liz Georges
- Cree Summer
- Kath Soucie
- Adam Wylie
- Sandy Fox
- Mo Collins
- Jennifer Coolidge

### Voix françaises
- Laetitia Godès : Ginger Foutley
- Hervé Rey : Darren Patterson, Carl Foutley
- Chantal Baroin	: Macie Lightfoot
- Sylvie Jacob : Deirdre « Dodie » Hortense Bishop
- Natacha Gerritsen : Robert Joseph « Hoodsey » Bishop, Lynda
- Marie-Eugénie Maréchal : Courtney Gripling
- Laura Préjean : Miranda Killgallen
- Blanche Ravalec : Lois Foutley
- Donald Reignoux : Blake Sophia Gripling
- Jean-Claude Montalban : Winston

## Épisodes
| Saison | Saison  | Episodes | États-Unis      | États-Unis       | France          | France           |
| Saison | Saison  | Episodes | Début de saison | Fin de saison    | Début de saison | Fin de saison    |
| ------ | ------- | -------- | --------------- | ---------------- | --------------- | ---------------- |
|        | Pilotes | 1        | 1998            |                  |                 |                  |
|        | 1       | 20       | 25 octobre 2000 | 10 décembre 2001 | 5 novembre 2001 |                  |
|        | 2       | 20       | 11 février 2002 | 29 juin 2003     |                 |                  |
|        | 3       | 20       | 9 août 2003     | 23 octobre 2016  |                 | 14 novembre 2016 |

1. L'Anniversaire
2. Carl et Maude
3. Baisers volés
4. La nuit porte conseil
5. Les Poux
6. De bons amis
7. Bonjour étranger
8. Au loup
9. Avec les grands
10. De belles photos
11. La Bonne Combine
12. La Petite Fille otarie
13. J'ai espionné une sorcière
14. Un coup de froid
15. Qui, déjà?
16. Joyeux noël
17. Une affaire de cœur
18. Des vacances de rêve
19. Ne dites jamais adieu
20. Confidences sportives
21. Une mauvaise réputation
22. La Grève des infirmières
23. La Dispute
24. Dure confrontation
25. Drôle d'enterrement
26. Vendredi 13
27. Des fous partout
28. Poisson d'avril
29. Une liaison bruyante
30. Tout nouveau tout beau
31. Thérapie familiale
32. La Nouvelle Fille
33. Un jeu en solo
34. La Chouchoute
35. Et elle est partie
36. La Nouvelle Rivale
37. Question suivante
38. Solutions extrêmes
39. Une nouvelle vie